# Елизабет фон Хесен-Касел
Елизабет Шарлота Александра Мария Луиза фон Хесен-Касел (на немски: Elisabeth Alexandra Maria Charlotte Louise von Hessen-Kassel; * 13 юни 1861 в Копенхаген; † 7 януари 1955 в Десау) е ландграфиня от Хесен-Касел и чрез женитба наследствена принцеса на Анхалт (1884 – 1886).
Тя е голямата дъщеря, второто от шестте деца на ландграф Фридрих Вилхелм фон Хесен-Касел (1820 – 1884) и втората му съпруга му принцеса Анна Пруска (1836 – 1918), дъщеря на принц Карл Пруски (1801 – 1883) и принцеса Мария фон Саксония-Ваймар-Айзенах (1808 – 1877). Дядо ѝ Карл Пруски е третият син на пруския крал Фридрих Вилхелм III (1770 – 1840) и принцеса Луиза фон Мекленбург-Щрелиц (1776 – 1810). Баба ѝ по бащина линия Луиза Шарлота Датска (1789 – 1864) е внучка на датския крал Фредерик V (1723 –1766) и сестра на крал Кристиан VIII от Дания (1786 – 1848). Баща ѝ Фридрих Вилхелм през 1851 г. се отказва от правата си за датския трон в полза на сестра си Луиза (1817 – 1898), омъжена за херцог и по-късен датски крал Кристиан IV (1818 – 1906).
Елизабет фон Хесен-Касел умира на 93 години на 7 януари 1955 г. в Десау и е погребана в Десау. Тя не забравя съпруга си 70 години.

## Фамилия
Елизабет фон Хесен-Касел се омъжва на 26 май 1884 г. в дворец Филипсруе близо до Ханау за наследствен принц Леополд Фридрих Франц Ернст фон Анхалт (* 18 юли 1855 в Десау; † 2 февруари 1886 в Кан), най-големият син на херцог Фридрих I фон Анхалт, княз фон Анхалт-Десау (1831 – 1904), и съпругата му принцеса Антоанета фон Саксония-Алтенбург (1838 – 1908). Леополд фон Анхалт умира на 30 години на 2 февруари 1886 г. в Кан, Франция.
Те имат една дъщеря:
- Антоанета Анна Александра Мария Луиза Агнес Елизабет Аугуста Фридерика (* 3 март 1885, дворец Георгиум близо до Десау; † 3 април 1963, Десау), омъжена на 26 май 1909 г. в Десау за принц Фридрих фон Шаумбург-Липе (* 30 януари 1868; † 12 декември 1945), син на принц Вилхелм фон Шаумбург-Липе (1834 –1906) и принцеса Батилдис фон Анхалт-Десау (1837 – 1902)